# Herman te Riele
Hermanus Johannes Joseph te Riele (* 5. Januar 1947 in Den Haag) ist ein niederländischer Mathematiker, der sich mit Kryptographie, Algorithmischer Zahlentheorie und Numerischer Mathematik beschäftigt.

## Leben
Te Riele erwarb 1970 ein Mathematik-Ingenieurs-Diplom an der TU Delft (A generalization of the Bernstein operator in approximation theory) und promovierte 1976 in Mathematik an der Universität Amsterdam bei Adriaan van Wijngaarden (A Theoretical and Computational Study of Generalized Aliquot Sequences). Er ist seit 1970 als Wissenschaftler am „Centrum Wiskunde & Informatica“ (CWI) in Amsterdam beschäftigt. Er leitet dort die Gruppe Algorithmische Zahlentheorie. 1973 bis 1987 leitete er die Abteilung Numerische Mathematik. 1995 war er Gastprofessor an der Technischen Universität Sydney und 2001 Gastwissenschaftler am Mathematical Sciences Research Institute in Berkeley, Kalifornien.
Te Riele befasste sich mit numerischen Themen aus dem Umfeld der Riemannschen Vermutung. Mit Andrew Odlyzko widerlegte er 1985 die Mertens-Vermutung (aus der die Riemannsche Vermutung ableitbar gewesen wäre). 1987 fand er eine neue obere Grenze für die Skewes-Zahl. Er befasste sich mit der Faktorisierung großer Zahlen, befreundeten Zahlen, diskreter Computer-Tomographie sowie mit der numerischen Lösung von Integralgleichungen, numerischer Analysis, Parallelalgorithmen und Computersimulationen zum Beispiel in der Plasmaphysik.
1997 löste er mit G. Effinger, Jean-Marc Deshouillers und D. Zinoviev die ternäre Goldbachvermutung (jede ungerade Zahl größer als 5 ist als Summe dreier Primzahlen darstellbar), unter Voraussetzung der verallgemeinerten Riemannvermutung.
Er war Sekretär im Organisationskomitee des fünften Europäischen Mathematikerkongress (ECM) 2008 in Amsterdam. Im Dezember 2011 wurde er für seine langjährigen Arbeiten zur Kryptographie und Zahlentheorie mit dem Orden von Oranien-Nassau (Offizier) geehrt.
Herman te Riele ist verheiratet und hat drei Kinder.